# Gobie à quatre taches
Deltentosteus quadrimaculatus
Espèce
Le Gobie à quatre taches (Deltentosteus quadrimaculatus) est une espèce de poissons des eaux côtières de la grande famille des gobiidés.

## Systématique
Le nom valide complet (avec auteur) de ce taxon est Deltentosteus quadrimaculatus (Valenciennes, 1837).
L'espèce a été initialement classée dans le genre Gobius sous le protonyme Gobius quadrimaculatus Valenciennes, 1837.
Ce taxon porte en français les noms vernaculaires ou normalisés suivants : Gobie à quatre taches.
Deltentosteus quadrimaculatus a pour synonymes :
- Gobius quadrimaculatus quinquemaculatus Ninni, 1938
- Gobius quadrimaculatus trimaculatus Ninni, 1938
- Gobius quadrimaculatus Valenciennes, 1837
- Gobius quinquemaculatus Ninni, 1938
- Gobius scagioctus Nardo, 1847

## Étymologie
Son épithète spécifique, du latin quadri-, « quatre », et maculatus, « tacheté », fait référence aux quatre taches rondes réparties sur ses flancs.